# Osthofen
Osthofen è una città di 9 528 abitanti della Renania-Palatinato, in Germania.

Appartiene al circondario di Alzey-Worms e alla Verbandsgemeinde Wonnegau.

## Geografia fisica
Osthofen situata sulla sponda sinistra del fiume Reno, circa 10 km a nord di Worms (Regione metropolitana Reno-Neckar).

## Storia
Prima della seconda guerra mondiale fu sede di un campo di concentramento nazista. Utilizzato come campo di raggruppamento restò in funzione fra il marzo 1933 ed il luglio dell'anno successivo.